# Potęga strachu
Potęga strachu (tytuł oryg. Running Scared) – amerykański film fabularny z 2006 roku w reżyserii Wayne'a Kramera, ze znanym z filmu akcji Szybcy i wściekli (2001) Paulem Walkerem obsadzonym w roli głównej.

## Obsada
- Paul Walker – Joey Gazelle
- Cameron Bright – Oleg Yugorsky
- Chazz Palminteri – detektyw Rydell
- Johnny Messner – Tommy "Tombs" Perello
- Vera Farmiga – Teresa Gazelle
- Karel Roden – Anzor Yugorsky
- Ivana Miličević – Mila Yugorsky
- Alex Neuberger – Nicky Gazelle
- Michael Cudlitz – Sal Franzone

## Opis fabuły
Przykładny ojciec i kochający mąż, Joey Gazelle, prowadzi podwójne życie – jednocześnie jest bowiem gangsterem pracującym dla włoskiej mafii. Fachem gangstera trudzi się od blisko dziesięciu lat. Pewnego dnia po strzelaninie nakazane zostaje mu schowanie broni, z której zastrzelony został przypadkowy policjant. Gazelle ukrywa pistolet w skrytce w piwnicy. Zdarzenie obserwują jego dziesięcioletni syn Nicky i jego kolega Oleg, który kradnie broń i strzela do swojego ojczyma Anzora. Dziecko ucieka z domu, a Joey musi je odnaleźć, ponieważ pistoletem zaczyna się interesować mafia. Rozpoczyna się wyścig z czasem, od którego wyniku zależy życie Joeya.

## Nagrody i wyróżnienia
Young Artist Awards 2007
- nominacja w kategorii najlepszy występ w filmie kinowym − młody aktor w roli głównej (nominowany: Cameron Bright)
- nominacja w kategorii najlepszy występ w filmie kinowym − młody aktor w roli głównej (Alex Neuberger)